# Song Duanzong
L'empereur Duānzōng (chinois : 端宗 ; pinyin : duānzōng, 1268 – 8 mai 1278) fut l'avant-dernier empereur de la dynastie Song du Sud. Aussi connu sous le nom de Seigneur de Nation-Établissement (建國公), il règne de 1276 à 1278, alors qu'il est toujours enfant.
Né Zhào Shì (趙昰), il est le fils de son prédécesseur l'empereur Song Duzong. Il reçoit le titre de Prince Ji (吉王) en 1274 puis celui de Prince Yi (益王) deux ans plus tard. Intronisé à Fuzhou le 14 juin 1276, l'ère de son règne est nommé Jǐngyán (景炎).
Un des jeunes frères de Duanzong est capturé lors de l'invasion de Lin'an (actuelle Hangzhou) par les Mongols en 1276. Duanzong s'enfuit à Fujian avec son frère Bing et établit le siège du gouvernement à Fuzhou. En 1278, les Mongols sont sur le point de percer la dernière ligne de défense des Song, et Duanzong est obligé de fuir. Duanzong s'enfuit en bateau jusqu'à la province de Guangdong en compagnie de certains de ses ministres. Il séjourne un temps à Hong Kong ; le Sung Wong Toi (« Terrasse des Rois Song ») sur la colline sacrée commémore aujourd'hui cet évènement.
En mars 1278, fuyant à nouveau les Mongols, il tombe d'un bateau et manque de se noyer. Après sa fuite, il tombe malade et meurt à Gangzhou quelques mois plus tard. Son jeune frère Song Bing lui succède.